# Arthur Sullivan
Sir Arthur Seymour Sullivan (London, 1842. május 13. – London, 1900. november 22.) angol zeneszerző. W. S. Gilbert szövegeire írt, nyíltan vagy burkoltan kora brit társadalmát kigúnyoló operettjei (saját meghatározása szerint comic opera) máig nagy népszerűségnek örvendenek az angolszász világban.

## Élete

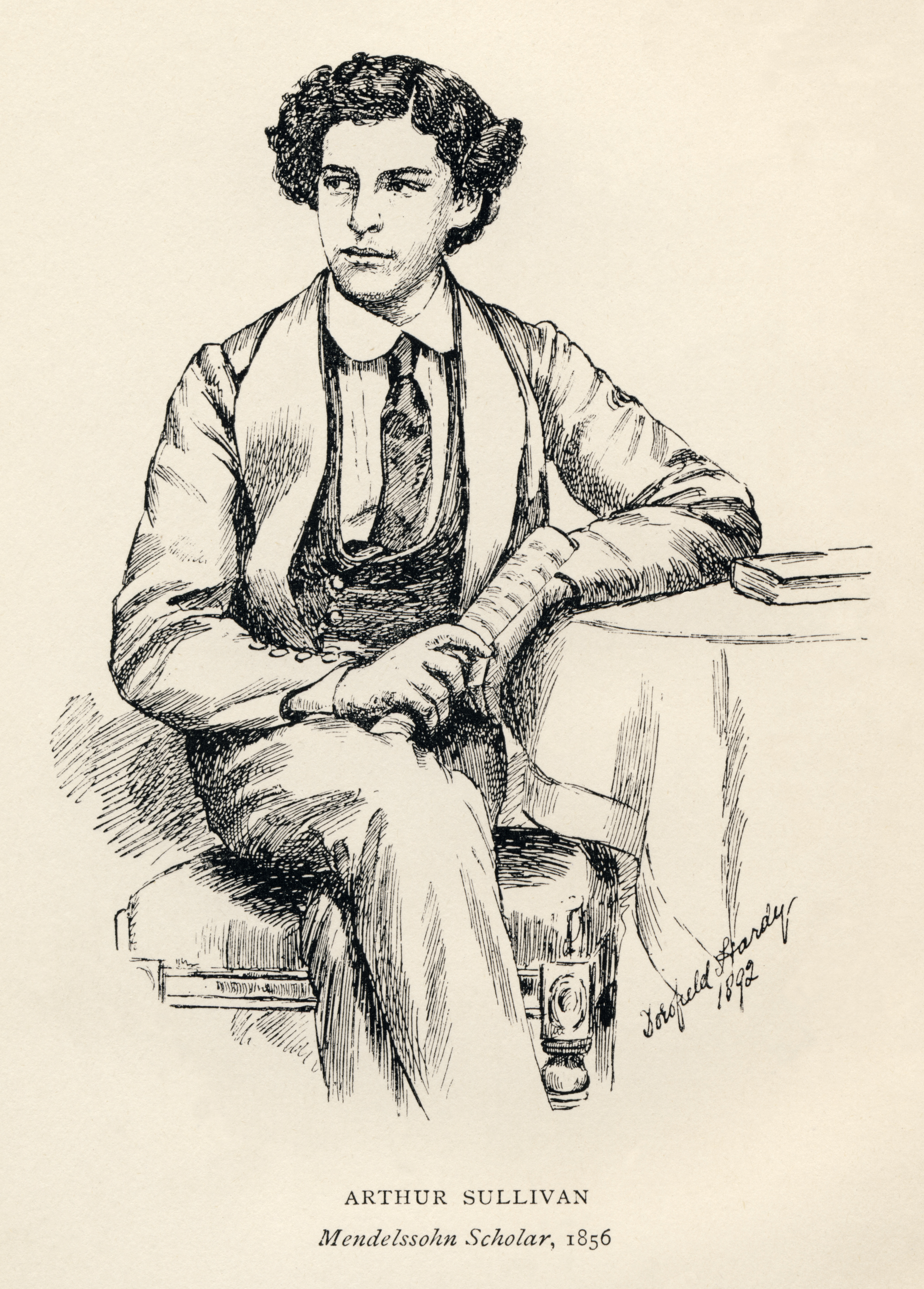
Sullivan, a Mendeldelssohn-ösztöndíjas

Édesapja, az ír klarinétos Thomas Sullivan a sandhursti Királyi Katonai Akadémia fúvószenekarának vezetője volt. Édesanyja olasz származású. Arthur a család második gyermeke. Zenei képességei korán megnyilvánultak, 1854-ben felvették a Chapel Royal énekkarába. 13 éves korában komponálta első művét. Mendelssohn-ösztöndíjat kapott, ennek révén 1856-ban bekerülhetett a londoni Királyi Zeneakadémiára. Lipcsében folytatta képzését. Tanulmányait a nagy feltűnést keltő, William Shakespeare Vihar-jához írott kísérőzenével zárta 1861-ben. A brit komolyzene nagy reménységét látták benne.
Kezdetben templomi orgonistaként működött. 1866-tól egykori alma matere, a Királyi Zeneakadémia zeneszerzéstanára. 1876 és '81 között a National Training School for Music igazgatója volt. 
Zeneszerzőként pályáját „komoly” művekkel kezdte, pl. a Kenilworth c. kantátával (1864), a L'Île enchantée balett-tel, komponált dalokat, zongoradarabokat, szimfóniát, gordonkaversenyt, nyitányokat. Egyéb jelentős ilyen műve: Te Deum (1872), A vértanúk (1880). Ezek nem nyújtottak elegendő jövedelmet neki.
1866-ban fordult az operettek felé. Első két ilyen művét Sir Francis Cowley Bernard szövegére írta. 1871-ben kezdte együttműkődését W. S. Gilberttel. Első közös művük (Thespis. Extravaganza két felvonásban) szolíd sikert aratott, de a bemutató színház vezetője további darabokat rendelt tőlük. Egyre nagyobb sikereket értek el, ontották az operetteket. 1881-től a Richard D'Oyly Carte-vezette Savoy Theatre mutatta be műveiket. 1889-ben a színház új szőnyege miatt összeveszett a szerzőpáros, és hosszú szünet után már csak két közös művet alkottak.
Az 1880-as években megpróbált más librettistákkal ismét komoly darabokat írni, de ezek nem váltak maradandóvá (The Golden Legend [1886], Ivanhoe [ötfelvonásos opera Sir Walter Scott nyomán, 1891]). 
Viktória királynő többféleképpen kitüntette (lovagi cím 1883-ban), azonfelül a királyi zeneakadémia elnöke lett.
Sullivan összesen mintegy háromszáz művet alkotott a legkülönbözőbb műfajokban, de mára a Gilbert librettőira írt operettjei kivételével ezek feledésbe merültek. Az operbase honlap mutatja, hogy napjainkban a legtöbbet játszott operettjei a Mikado és a The Pirates of Penzance (Kalózkaland) maradtak, emellett többször is repertoárra került a H M S Pinafore és a Trial by Jury, valamint más művei is a világ számos országában, főként angol nyelvterületen.

## Főbb művei

### A Gilbert–Sullivan-művek

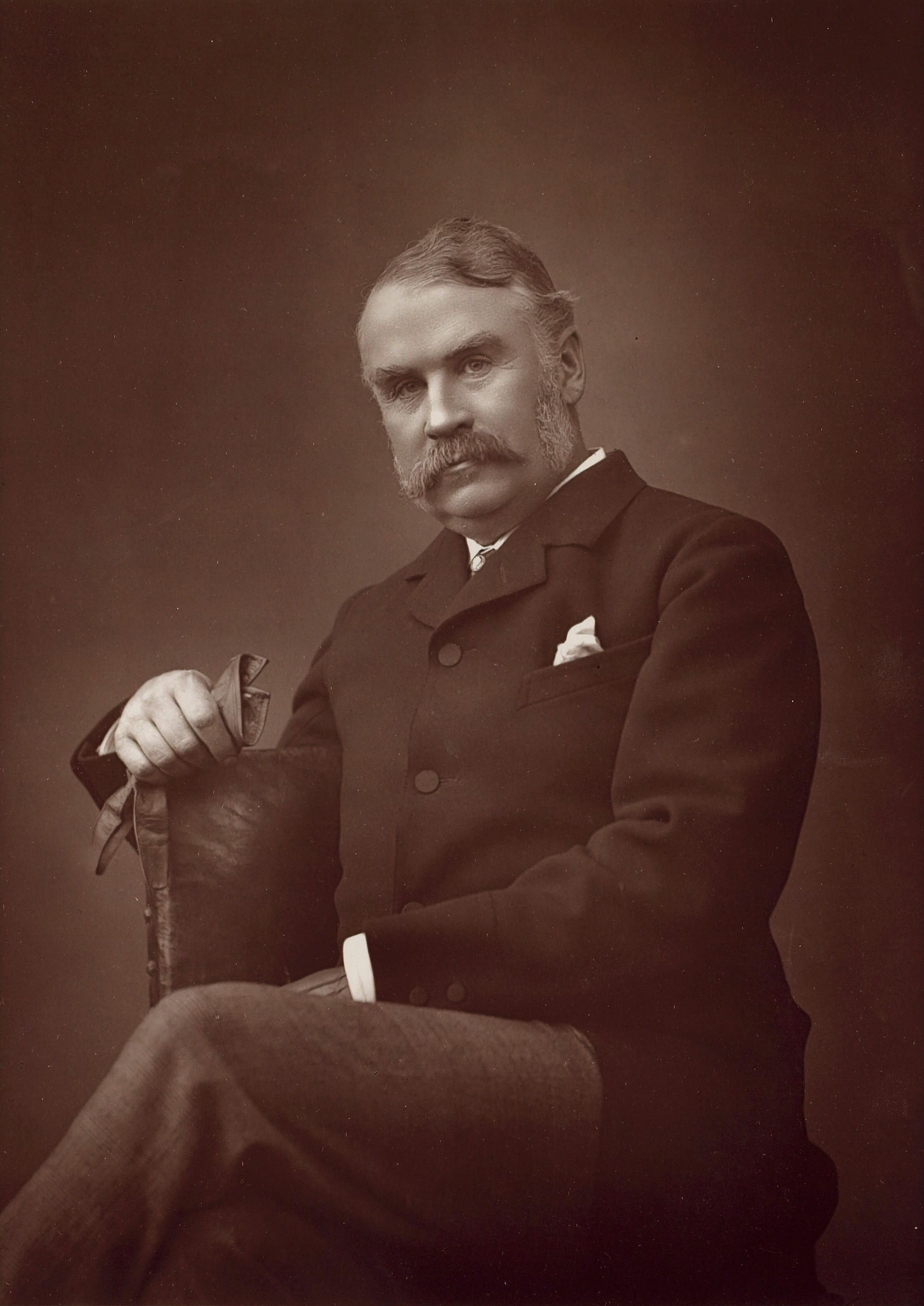
W. S. Gilbert

[Vígopera alatt itt az Európában operettnek nevezett műfajt kell érteni.]
- Thespis. Extravaganza 2 felvonásban. London, 1871. december. 26.
- Trial by Jury. Drámai kantáta 1 felvonásban. London, 1875. március 25.
- The Sorcerer. Vígopera 2 felvonásban. London, 1877. november 17.
- H. M. S. Pinafore. Vígopera 2 felvonásban. London, 1878. május 25.
- The Pirates of Penzance (Kalózkaland) Vígopera 2 felvonásban. Paignton, 1879. december 30.
- Patience. Vígopera 2 felvonásban. London, 1881. április 23.
- Iolanthe. Vígopera 2 felvonásban. London, 1882. november 25.
- Princess Ida. Vígopera 3 felvonásban. London, 1884. január 5.
- The Mikado. Vígopera 2 felvonásban. London, 1885. március 14.
- Ruddigore Vígopera 2 felvonásban. London, 1887. január 22.
- The Yeomen of the Guard. Vígopera 2 felvonásban. London, 1888. október 3.
- The Gondoliers. Vígopera 2 felvonásban. London, 1889. december 7.
- Utopia Limited. Vígopera 2 felvonásban. London, 1893. október 7.
- The Grand Duke. Vígopera 2 felvonásban. London, 1896. március 7.

### Egyéb szerzeményei

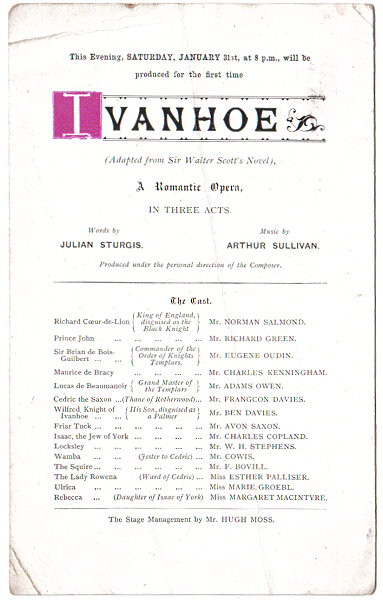
A szereposztás az Ivanhoe ősbemutatójának műsorfüzetéből

- Cox and Box. Triumviretta 1 felvonásban. Librettó: Sir Francis Cowley Bernard.  Ősbemutató zárt körben: Manchester, 1866. november (első nagy sikere)
- The Zoo. Zenés őrület 1 felvonásban. Librettó: Bolton Rowe. London, 1875. március 25.
- Ivanhoe. Romantikus opera öt felvonásban. Librettó: Julian Sturgis. London, 1891. január 31.
- The Rose of Persia. Vígopera 2 felvonásban. Libretto: Basil Hood. London, 1899. november 29.